# Bank nie z tej ziemi
Bank nie z tej ziemi – polski serial komediowy z elementami fantastyki wyprodukowany w latach 1993–1994. Wyreżyserowali go Mirosław Dembiński, Waldemar Dziki, Paweł Sala i Marcin Ziębiński. Autorami scenariusza są Cezary Harasimowicz, Jacek Sobierajski, Wojciech Tomczyk i Paweł Tomczyk. Pomysłodawcami serialu są C. Harasimowicz i W. Dziki.
Główny motyw to walka dobra ze złem w postaci sił pozaziemskich – nieba i piekła. Duch Henryka (Bronisław Wrocławski) przebywa w czyśćcu. Pragnie dostać się do nieba, jednak musi odkupić swe winy. W przeszłości był właścicielem banku, zrujnował tę instytucję i popełnił samobójstwo. Chce znaleźć kogoś, kto mógłby przywrócić bankowi dawną świetność. Wybiera kryształowo czystą, uczciwą Ewę (Małgorzata Foremniak), chociaż dziewczyna nie ma pojęcia o bankowości. Zostaje jej powierzony Bank Wszelkiej Pomocy, który ma służyć osobom będącym w potrzebie. Ewa otrzymuje monetę o magicznej mocy – trzydziesty srebrnik Judasza, mający dar pomnażania gotówki, jeśli czyni się to w szlachetnym celu.
Henryka i Ewę wspierają dobre duchy (agenci „Góry”), a działanie utrudniają im duchy złe (agenci „Dołu”).
W odcinku 12 pt. „Puszka z Pandorą” wystąpili Stanisław Mikulski (Jan Kloc) i Emil Karewicz (Hermann Brunet), grając postacie nawiązujące swoich słynnych ról Hansa Klossa i Hermanna Brunnera w serialu Stawka większa niż życie.

## Obsada

### Główne role
- Małgorzata Foremniak jako Ewa
- Bronisław Wrocławski jako Henryk
- Barbara Krafftówna jako Leokadia, siostra Henryka
- Krzysztof Wakuliński jako duch Ksawerego, męża Leokadii, rotmistrza szwoleżerów
- Jerzy Bończak jako duch Leona Kury z UB

### Pozostałe role
- Adam Ferency jako duch Gerta, majora UB
- Antonio Galdamez jako Hermeś
- Wojciech Pokora jako policjant Leopold Lulek
- Krzysztof Stroiński jako Józio, stróż w banku
- Jerzy Zelnik jako Joe, agent „Dołu”
- Franciszek Pieczka jako św. Piotr, tytułowany przez innych apostołów „prezesem”
- Leonard Andrzejewski jako przemawiający robotnik w zakładach zbrojeniowych w Rylcu
- Michał Banach jako pracownik pyzowni Monteckiego
- Barbara Baryżewska jako kwiaciarka
- Krzysztof Bauman jako zbir na Dworcu Centralnym
- Witold Bieliński jako mężczyzna na licytacji
- Bogusz Bilewski jako bezdomny „Marlboro”
- Henryk Bista jako prezydent
- Marek Bocianiak jako Włodarski
- Sylwia Bojarska jako Romka Kapuśniak
- Jacek Braciak jako Wojtek Szański
- Barbara Brylska jako członkini komitetu strajkowego w fabryce w Rylcu
- Bronisław Cieślak jako znany detektyw
- Elżbieta Czerwińska jako kobieta oblana przez Godka
- Marek Dąbrowski jako Tirlitz
- Hanna Dunowska jako Gerda
- Bożena Dykiel jako Magda, sekretarka w banku
- Grzegorz Emanuel jako zbir na Dworcu Centralnym
- Krzysztof Fogiel jako Kola, wnuk Kropkowskich
- Piotr Gąsowski jako mężczyzna na licytacji
- Tomasz Gęsikowski jako operator
- Piotr Grabowski jako mężczyzna na licytacji
- Jolanta Grusznic jako matka Wojtka Szańskiego
- Witold Holtz
- Mieczysław Hryniewicz jako taksówkarz
- Elżbieta Jagielska jako Pandora
- Stanisław Jaskułka jako celnik
- Marcin Jędrzejewski jako strażnik w supermarkecie
- Aleksandra Justa jako Klara, sąsiadka Godka
- Emil Karewicz jako Hermann Brunet
- Jacek Kawalec jako dziennikarz tv
- Anna Kękuś jako sprzedawczyni w sklepie
- Jan Kociniak jako „Carlos”
- Krystyna Kołodziejczyk jako kobieta w kasynie
- Andrzej Kopiczyński jako Stefan „Stef” Kropkowski
- Agnieszka Kotlarska
- Krzysztof Kowalewski jako ojciec Hani
- Władysław Kowalski jako magister, pomocnik „Prezesa”
- Dariusz Krysiak jako mężczyzna wychodzący z licytacji
- Joachim Lamża jako przewodniczący komitetu strajkowego w zakładach zbrojeniowych w Rylcu
- Gustaw Lutkiewicz jako członek rady nadzorczej banku
- Wojciech Machnicki jako prowadzący licytację
- Sylwester Maciejewski jako mężczyzna reperujący trabanta
- Wojciech Malajkat jako Godek Nieśmiałkowski
- Wojciech Mann jako Kapuśniak, ojciec Romki, właściciel pizzerii
- Andrzej Mastalerz jako Jasio Palęta, robotnik zakładów zbrojeniowych w Rylcu
- Krzysztof Materna jako Montecki, ojciec Julka, właściciel pyzowni
- Kazimierz Mazur jako komisarz policji
- Zofia Merle jako Montecka, matka Julka
- Julian Mere jako ochroniarz prezydenta
- Janusz Michałowski jako Neron
- Stanisław Mikulski jako Hans Kloc/„Janek”
- Anna Mucha jako Hania
- Paweł Nowisz jako woźnica
- Sławomir Orzechowski jako pijaczek
- Jerzy Owsiak jako on sam
- Bronisław Pawlik jako członek rady nadzorczej banku /zegarmistrz Bartłomiej Kontakt
- Michał Pawlicki jako członek rady nadzorczej banku
- Cezary Poks jako mężczyzna w kolejce w banku i w tłumie przy kontenerach z alkoholem
- Jacek Poks jako mężczyzna w kolejce w banku i w tłumie przy kontenerach z alkoholem
- Małgorzata Potocka jako sekretarka planu
- Tomasz Preniasz-Struś jako policjant
- Jan Prochyra jako dyrektor zakładów zbrojeniowych w Rylcu
- Jerzy Próchnicki jako drwal
- Witold Pyrkosz jako bezdomny „Borygo”
- Ryszard Radwański jako celnik
- Maria Reif jako nauczycielka Hani
- Maria Robaszkiewicz jako matka Hani
- Agnieszka Różańska jako Aniela, sekretarka „Prezesa”
- Małgorzata Rożniatowska jako klientka w sklepie
- Rafał Rutkowski jako Julek Montecki
- Piotr Rzymyszkiewicz jako informatyk Krzyś
- Anna Seniuk jako Magda „Maggie” Kropkowska
- Zygmunt Sierakowski jako mąż kobiety oblanej przez Godka
- Jerzy Słonka jako szef Godka
- Karol Strasburger jako agent nr 2
- Agnieszka Suchora jako kelnerka
- Maciej Szary jako ojciec Wojtka Szańskiego
- Roman Szafrański
- Jerzy Turek jako chłop
- Stanisław Tym jako mężczyzna w kasynie
- Marek Walczewski jako Bob Maski, agent „Dołu”
- Paweł Wilczak jako kierownik kasyna
- Wiktor Zborowski jako Murzyna White, inspektor ze Scotland Yardu/Narrator
- Jarosław Żamojda jako rozdający wódkę